# Sveriges livgeding
Livgeding (tyska leibgedinge) kallades de gods och landområden i Sverige, som anvisades en änkedrottning till underhåll för hennes livstid. De innehades som län under kronan, men förvaltades av innehavarinnan efter eget gottfinnande. De däri ingående områdena löd inte under respektive länsstyrelse utan förvaltades av en generalguvernör, vilken utnämnts av änkedrottningen.
Hedvig Eleonoras livgeding var det sista. Genom 1720 års regeringsform förbjöds utdelning av livgeding i form av län och land.
I detta sammanhang kan även Liuksiala kungsgård i Finland nämnas, med underlydande hemman, som Erik XIV:s änka Karin Månsdotter erhöll av Johan III 1577 i förläning (1581 förbättrad till omfattning och villkor).

## Lista
Följande änkedrottningar har innehaft livgeding:

### Katarina Stenbock
Katarina Stenbock (1535–1621), Gustav Vasas änka, som 1563 erhöll Strömsholms gård med Strömsholms län: Snevringe härad; Fiholms gård med Säby och Stora Rytterne socknar; Tynnelsö och Magerö gårdar med Aspö, Överselö och Ytterselö socknar samt Tosterö i Strängnäs socken; Kungsberga gård med Fogdö, Vansö och Helgarö socknar.

### Gunilla Bielke
Gunilla Bielke (1568–1597), Johan III:s änka, som 1585 erhöll Björneborgs stad och gård med vissa underliggande socknar; Kumo gård och socken; Saris gård med vissa socknar, allt i Finland; samt Brånäs gård i Östergötland med Dagsbergs, Steneby och Konungsunds socknar samt hundra kungliga arvegods, de som låg närmast Brånäs.

### Kristina av Holstein-Gottorp
Kristina (1573–1625), Karl IX:s änka, som från 1612 innehade Veckholms och Tynnelsö slott med län; Gävle stad och slott samt Gästrikland; Örbyhus med Tierps och Tolfta socknar; Vendels härad; Älvkarleby och Västlands socknar samt Älvkarleby laxfiske.

### Maria Eleonora av Brandenburg
Maria Eleonora (1599–1655), Gustav II Adolfs änka, som 1620, med förändring i tidigare bestämmelser, erhöll Gripsholms län; Tynnelsö; Räfsnäs kungsgård; Eskilstuna län; Strömsholms län; Fiholm; Örbyhus län och Gävleborgs slottslän samt städerna Strängnäs; Mariefred; Torshälla och Gävle jämte 9 härad med 65 socknar.

### Hedvig Eleonora av Holstein-Gottorp
Hedvig Eleonora (1636–1715), Karl X Gustavs änka, som från 1660 innehade Gripsholms; Eskilstuna län; Strömsholms och Vadstena län. De återföll till kronan 1715, men först 1719 indrogs de under den allmänna förvaltningen.